# جوشوا سيغل
جوشوا سيغل (مواليد سنة 1988) مهندس ميكانيكي ومخترع ورجل أعمال أمريكي. منذ يناير 2019، أصبح أستاذا مساعدا في علوم وهندسة الكمبيوتر في جامعة ولاية ميشيغان. كان سابقًا باحثًا في معهد ماساتشوستس للتكنولوجيا.
حصل سيغل وشركاته على العديد من الجوائز لعمله في تطوير منصات لجمع وتحليل بيانات المركبات، بما في ذلك جائزة (Lemelson-MIT Student Prize) وجائزة (MassIT Government Innovation).